# Sári János
Sári János (Füzesabony, 1938. március 15. – 2016. augusztus 24.) magyar jogtudós, professor emeritus, az Alkotmányjogi Tanszék egykori egyetemi tanára, az MTA doktora, a Magyar Alkotmányjogászok Egyesületének alapítója és korábbi elnöke.

## Életpályája
Általános iskoláit szülőföldjén, középiskolai tanulmányait pedig Egerben, a Dobó István Gimnáziumban végezte. 1957 és 1962 között az ELTE Állam- és Jogtudományi Karának  joghallgatója volt. Ebben az időszakban a budapesti Ráday Kollégium lakója volt.  Már egyetemi tanulmányai idején az államjogi tanszék demonstrtora, a diploma megszerzése  után aspiránsa, majd adjunktusa volt (1966 és 1974 között), 1976-tól egyetemi docens. 1974 és 1990 között a Politikai Főiskolán tanított. Az ELTE előadója maradt továbbra is. Sári János 1990. január 1-jétől visszatért az akkori nevén  már Alkotmányjogi Tanszékre. Nyugdíjba vonulásáig az ELTE ÁJK meghatározó tanáregyénisége volt. 1997-ben habilitált, ugyanettől az évtől számítva egyetemi professzor, majd 1999 és 2003 között Széchényi Professzori Ösztöndíjas. 

## Emlékezete
Gödön, a Pesti úti temetőben nyugszik.

## Művei
- Dr. Sári János: Alapjogok. Alkotmánytan II.  Osiris Kiadó, 2000.  helytelen ISBN kód: 963 379 894 0
- Dr. Sári János: Az új magyar Alaptörvény, egy újfajta alkotmányosság lehetősége, Magyar Közigazgatás 2011/1, pp. 16-22
- Dr Sári János: Az "izmusok" előtti magyar alkotmány, In: Tanulmányok Ádám Antal professor emeritus születésének 80. évfordulójára. szerk. Chronowski Nóra, Petrétei József, Pécs, 2010. pp. 303-317
- dr. Sári János: A köztársasági elnök külügyi hatásköréhez, In: Tanulmányok Berényi Sándor tiszteletére. szerk. Fazekas Marianna – Nagy Marianna, ELTE Eötvös Kiadó Budapest, 2010, pp. 387-394
- Dr. Sári János: Az Alkotmány normatív értékei és az alkotmányosság etikája, In: A köztársasági alkotmány 20 éve. szerk. Kocsis Miklós – Zeller Judit, PAMA Pécs, 2008. pp. 93-113
- Dr. Somody Bernadette - Dr. Sári János: Alapjogok - Alkotmánytan II. (társszerző), Osiris, 2007.  420 p.
- Dr. Sári János: Alkotmánytan I. (társszerző), szerk.: Kukorelli István, Osiris, 2005. pp. 37-126
- Dr. Sári János: A Kormány alkotmányos helyzetének alakulása az elmúlt másfél évtizedben, Magyar Közigazgatás, Budapest, pp. 321-341 2004.
- Dr. Sári János: Az alkotmány értelmezése (társszerző), Budapest, KJK-Kerszöv, 1997.  pp. 1-120
- Dr. Sári János: A hatalommegosztás történelmi dimenziói...., Budapest, Osiris, 1996.  pp. 1-255
- Dr. Sári János: Alkotmánytan II. Alapjogok, Budapest, Osiris, pp. 1-343